# Estonia en los Juegos Olímpicos de Pyeongchang 2018
Estonia estuvo representada en los Juegos Olímpicos de Pyeongchang 2018 por un total de 22 deportistas que compitieron en 6 deportes. Responsable del equipo olímpico fue el Comité Olímpico Estonio, así como las federaciones deportivas nacionales de cada deporte con participación.
La portadora de la bandera en la ceremonia de apertura fue la patinadora de velocidad Saskia Alusalu. El equipo olímpico estonio no obtuvo ninguna medalla en estos Juegos.